# Edmund Wayda
Edmund Wayda-Szymaszkiewicz (ur. 18 grudnia 1915 w Wiedniu, zm. 28 czerwca 2010 w Hanowerze) – polski śpiewak operetkowy, aktor i reżyser teatralny pochodzenia żydowskiego. Dyrektor Operetki Szczecińskiej (1961-1968).

## Życiorys
Przed II wojną światową studiował prawo na Uniwersytecie im. Jana Kazimierza we Lwowie. Następnie przebywał w Swierdłowsku, gdzie uczył się śpiewu w studiu przy tamtejszej operetce. W latach 1942–1946 był solistą operetek w Swierdłowsku i Czelabińsku.
Po powrocie do Polski występował w Teatrze Muzycznym w Krakowie (1946-1947) oraz organizował Teatr Muzyczny im. Żołnierza Polskiego w Lublinie, gdzie do 1949 roku był solistą i reżyserem. Następnie występował w Poznaniu (Komedia Muzyczna, 1949-1951), Łodzi (Operetka Łódzka, 1951-1954) oraz Gliwicach (Operetka Śląska, 1954-1956). Ok. 1950 roku zawarł związek małżeński z Ireną Brodzińską – śpiewaczką, aktorką i tancerką.
W 1957 roku przeniósł się wraz z małżonką do Szczecina, gdzie do 1959 roku występował i reżyserował w tamtejszej Operetce. W kolejnym sezonie 1960/1961 występował w Łodzi i Wrocławiu, by w 1961 roku powrócić do Szczecina. Tam objął stanowisko dyrektora i kierownika artystycznego Operetki Szczecińskiej (przemianowanej następnie na Państwowy Teatr Muzyczny). Funkcję tę pełnił do 1968 roku, kiedy to w związku z wydarzeniami marcowymi wyjechał do Niemiec. Do Polski powrócił po 1989 roku, zamieszkując w Warszawie.
Po śmierci urna z jego prochami została złożona w kolumbarium na warszawskich Powązkach. Natomiast na szczecińskim Cmentarzu Centralnym posadzono poświęcone mu Drzewko Pamięci.

### Rodzina
Z pierwszego małżeństwa z Ireną Brodzińską roku miał dwóję dzieci: syna oraz córkę Grażynę Brodzińską – śpiewaczkę operetkowa, musicalowa oraz operową i aktorkę. Wnuczką Edmunda jest Natalia Brodzińska (bratanica Grażyny) – również śpiewaczka oraz aktorka.

Jego drugą żoną była kapitan żeglugi wielkiej Danuta Kobylińska-Walas.

## Odznaczenia i nagrody
- Medal 10-lecia Polski Ludowej (1955)[1]
- Odznaka Honorowa Gryfa Pomorskiego (1967)
- Statuetka 40-lecia Opery i Operetki w Szczecinie (1997)